# Sárgatúró

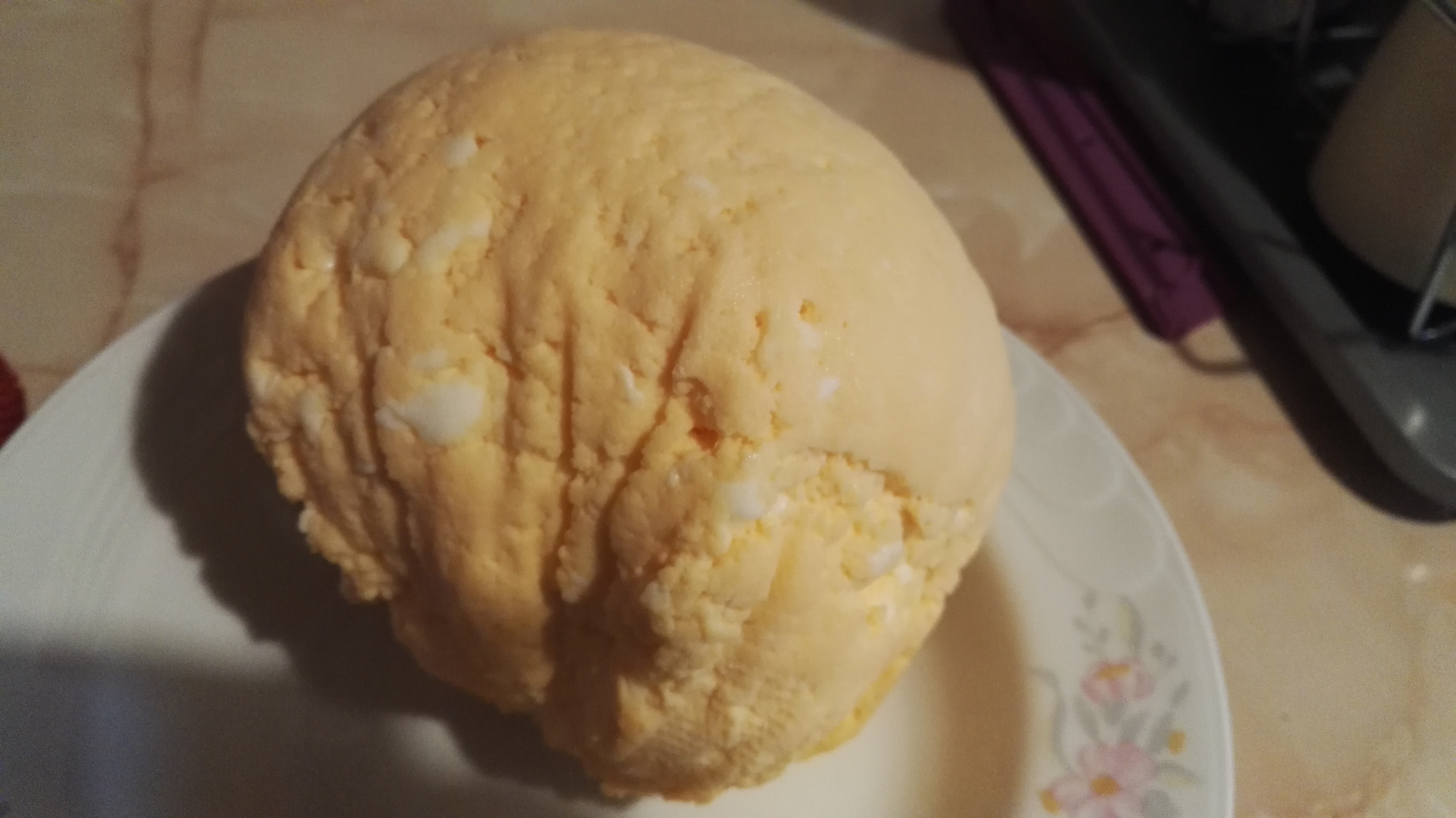
Sárgatúró

Sárgatúró (deutsch Gelber Quark) ist eine Süßspeise, die zu Ostern in griechisch-katholisch geprägten Regionen im östlichen Teil Ungarns zubereitet wird. Sie ist hauptsächlich in den Gebieten Nyírség im Komitat Szabolcs-Szatmár-Bereg und Hajdúság im Komitat Hajdú-Bihar anzutreffen. Die Süßspeise wird aus Milch, Eiern, Zucker, Vanille und Salz  hergestellt.

## Tradition
Ursprünglich wurde Sárgatúró ausschließlich zu Ostern von Angehörigen der griechisch-katholischen Religion
zubereitet. Die Süßspeise wurde zusammen mit Osterbrot, Schinken, Würstchen, Salz und Eiern in einen Korb gepackt, der mit einem Tuch bedeckt und am Sonntag zur Ostermesse in die Kirche gebracht wurde. Am Ende der Messe wurde das Tuch vom Korb entfernt und die Speisen vom Priester geweiht. In manchen Gegenden wurde anschließend mit dem geweihten Korb das Wohnhaus umrundet, um Schaden von ihm abzuwenden.
Mittlerweile ist Sárgatúro auch bei Angehörigen der römisch-katholischen und der reformierten Kirche in Ungarn beliebt geworden.

## Zubereitung
Die Milch wird mit Zucker, Vanille und einer Prise Salz gekocht. Dann werden die verrührten Eier zu der Milch gegeben und bei schwacher Hitze unter ständigem Umrühren solange gekocht, bis die Konsistenz quarkartig geworden ist. Die Masse wird in ein Leinentuch gegeben, welches zusammengebunden und zum Abtropfen aufgehängt wird. Heutzutage wird Sárgatúró anschließend im Kühlschrank aufbewahrt. Weiterhin gibt es Varianten des Rezepts mit Rosinen, Zimt, Zitrone oder Muskatnuss.